# Église Saint-Clair de Mutrécy
L'église Saint-Clair est une église catholique située à Mutrécy, en France.

## Localisation
L'église est située dans le département français du Calvados, à l'est du bourg de Mutrécy.

## Historique
La construction initiale de l'édifice remonte au XIe siècle.
Le portail nord est classé au titre des monuments historiques depuis le 22 octobre 1913.

## Architecture

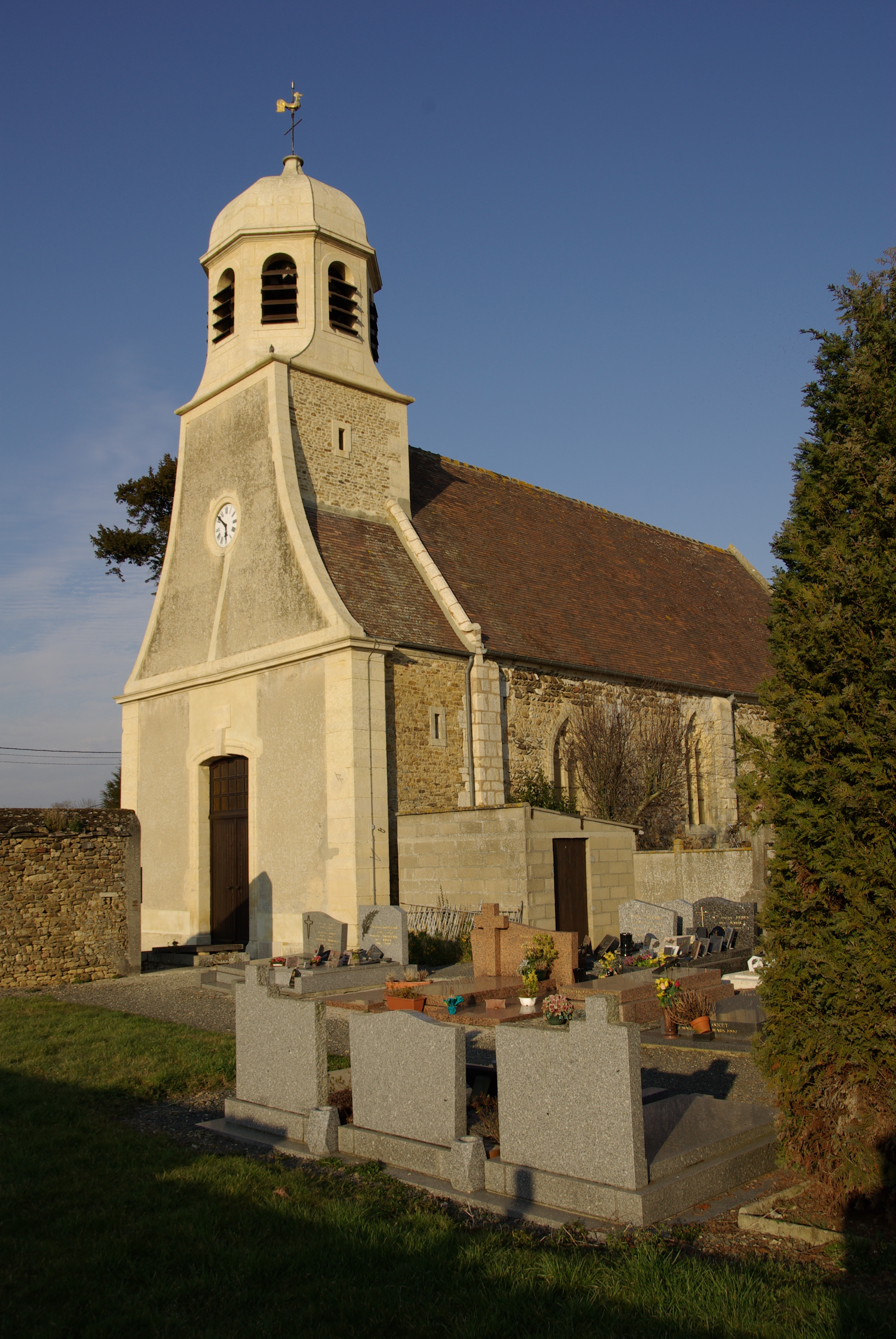
Vue générale de l'église.
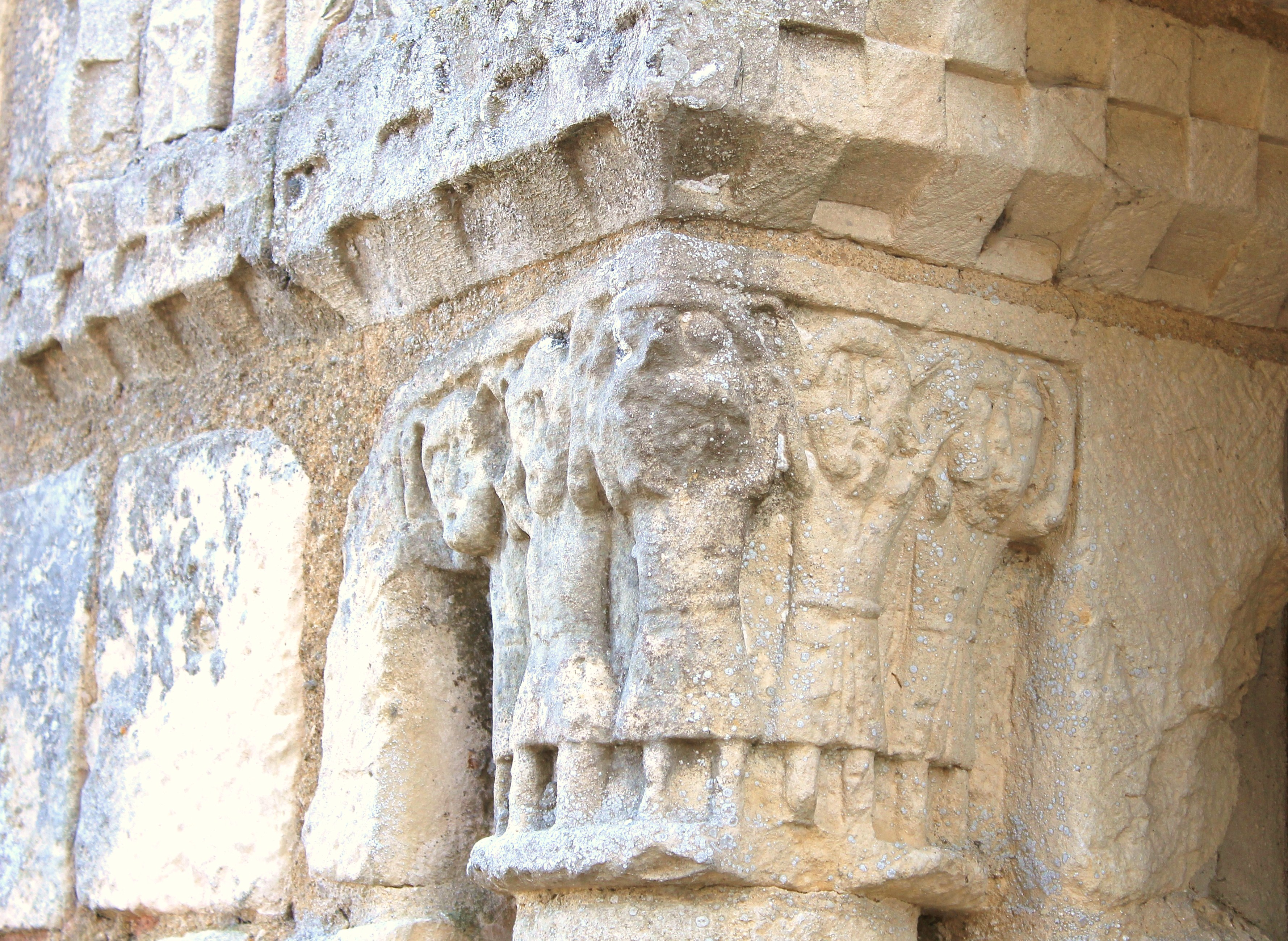
Un chapiteau.